# Piratissimo
Piratissimo ist ein Brettspiel von Manfred Ludwig aus dem Jahr 2006, das von der Spiel-des-Jahres-Jury 2006 zum Kinderspiel des Jahres nominiert wurde. Daneben wurde es mit dem Deutschen Lernspielpreis von Studienkreis und dem Spiel-der-Spiele-Preis der Wiener Spiele Akademie ausgezeichnet.
Piratissimo ist für zwei bis vier Spieler ab 6 Jahren konzipiert. Eine Spielrunde dauert etwa 30 Minuten. Seit 2016 wird eine Neuauflage von Pegasus Spiele vertrieben.

## Ausstattung

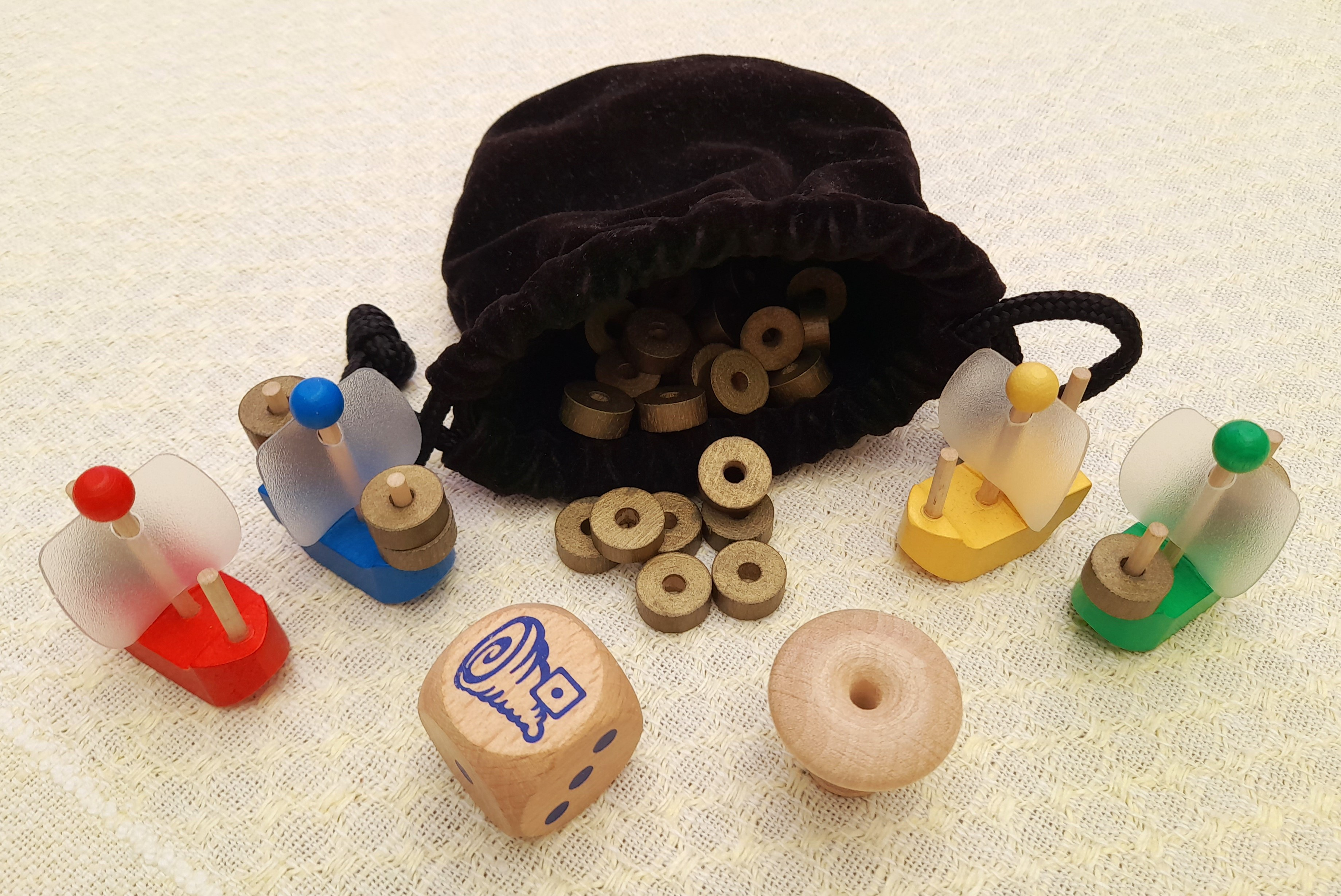
Fünf Spielfiguren (vier Schiffe und ein Wirbelsturm), ein Spezialwürfel und 64 Goldringe als Schatzmarker bilden neben dem Spielplan die Spielausstattung von Piratissimo.

Neben dem großen Spielplan und der Spielanleitung enthält das Spiel 4 kleine Holzschiffchen in den Farben rot, gelb, grün und blau sowie 64 Goldschätze, einen Wirbelsturm und einen Spezialwürfel.

## Spielablauf
In Piratissimo umsegeln die Spieler die Welt auf der Suche nach Schätzen. Nachdem der Startspieler den Wirbelsturm auf eine beliebige Insel gestellt hat, beginnt er zu würfeln.
Wirft er eine Zahl, so muss er mit seinem Schiff um die entsprechende Augenzahl auf eine Insel vorziehen. Auf eine Insel passen maximal zwei Spieler, ist sie bereits von zwei Spielern besetzt, so muss der nächste Spieler eine Insel weitersegeln. Gelangt man auf eine Insel mit einer grünen Schatzkarte, so darf man die angegebene Zahl an Schätzen aufnehmen. Bei einer roten Schatzkarte muss der Spieler so viele Schätze wie angegeben aufnehmen. Jedes Schiff hat maximal Platz für sieben Schätze. Wird diese Transportkapazität überschritten, kentert das Schiff und wird unbeladen zurück in den Heimathafen des betroffenen Spielers gestellt.
Wird der Wirbelsturm gewürfelt, so zieht dieser entgegen der Spielrichtung um ein Feld vor. Trifft er dabei auf eine Insel, auf der sich ein Schiff befindet, kommt es zu einem besonderen Ereignis. Das eintreffende Ereignis wird durch das Drehen des Windrades auf dem Spielplan bestimmt.

## Spielende
Das Spiel endet, wenn ein Spieler zehn Schätze in seinen Heimathafen gebracht hat.